# 第47屆柏林影展
第47屆柏林影展（德語：47. Internationale Filmfestspiele Berlin）於1997年2月13日至2月24日於德國柏林舉辦，由前法國文化部長賈克·朗擔任評審團主席。

## 評審團
- 賈克·朗：政治家。（評審團主席）
- 哈爾克·波姆（德语：Hark Bohm）：演員。
- 費里德·布格迪爾（阿拉伯语：فريد بوغدير）：導演。
- 張曼玉：演員。
- 弗雷德·格羅尼奇：美國電影協會高級主管。
- 大衛·海爾（英语：David Hare (playwright)）：劇作家。
- 皮爾·霍斯特（丹麥語：Per Holst）：製片人。
- 博萊斯瓦夫·米哈萊克（波兰语：Bolesław Michałek）：編劇、影評人。
- 溫貝托·索洛斯（西班牙语：Humberto Solás）：導演。
- 瑪莉安·塞格布雷特（德语：Marianne Sägebrecht）：政治人物。
- 宁瀛：導演。

## 官方單元

### 正式競賽
| 片名                 | 原文片名                       | 導演              | 出品國                        |
| -------------------- | ------------------------------ | ----------------- | ----------------------------- |
| 《激情年代》         | The Crucible                   | 尼可拉斯·海特納   | 美国                          |
| 《英倫情人》         | The English Patient            | 安東尼·明格拉     | 美国                          |
| 《登上巴士》         | Get on the Bus                 | 史派克·李         | 美国                          |
| 《犯罪家譜》         | Généalogies d'un crime         | 拉烏·盧伊茲       | 法國、 葡萄牙                 |
| 《河流》             | 《河流》                       | 蔡明亮            | 臺灣                          |
| 《永遠愛你》         | In Love and War                | 李察·艾登堡祿     | 美国                          |
| 《柏德街小島》       | Øen i Fuglegaden               | 索倫·克拉雅布克森 | 丹麦、 德国、 英国            |
| 《生活是你的所有》   | Das Leben ist eine Baustelle   | 沃夫岡·貝克       | 德国                          |
| 《西方注視下》       | לנגד עיניים מערביות            | 約瑟夫·皮屈哈茲   | 以色列                        |
| 《烽火一世情》       | Lucie Aubrac                   | 克勞德·貝黎       | 法國                          |
| 《埋伏》             | 《埋伏》                       | 黃建新            | 中国                          |
| 《九月的某四天》     | O Que É Isso, Companheiro?     | 布諾·貝瑞多       | 巴西、 美国                   |
| 《無名女士》         | Panna Nikt                     | 安德烈·華依達     | 波蘭                          |
| 《情色風暴1997》     | The People vs. Larry Flynt     | 米洛斯·福曼       | 加拿大、 美国                 |
| 《東非暗殺奇案》     | Das Mambospiel                 | 艾力·歐曼         | 法國、 義大利、 希腊          |
| 《羅密歐與茱麗葉》   | Romeo + Juliet                 | 巴茲·魯曼         | 美国                          |
| 《黑色大風暴》       | Rosewood                       | 約翰·辛格頓       | 美国                          |
| 《色情男女》         | 《色情男女》                   | 爾冬陞            | 英屬香港                      |
| 《心中的秘密》       | Secretos del corazón           | 蒙索·阿曼達斯     | 法國、 葡萄牙、 西班牙        |
| 《瀨戶內月光小夜曲》 | 瀬戸内ムーンライト・セレナーデ | 篠田正浩          | 日本                          |
| 《雪地迷蹤》         | Smilla's Feeling for Snow      | 比利·奧古斯特     | 丹麦、 德国、 瑞典            |
| 《柯曼奇領土》       | Territorio Comanche            | 赫拉多·埃雷羅     | 西班牙、 法國、 德国、 阿根廷 |
| 《三件事》           | Три истории                    | 琪拉·穆拉托娃     | 俄羅斯、 乌克兰               |
| 《雙子鎮》           | Twin Town                      | 凱文·艾倫         | 英国                          |
| 《我愛廚房》         | 《我愛廚房》                   | 嚴浩              | 英屬香港、 日本               |

## 得獎名單
- 金熊獎：《情色風暴1997》 - 米洛斯·福曼
- 評審團大獎銀熊獎：《河流》 - 蔡明亮
- 最佳導演銀熊獎：艾力·歐曼（法语：Éric Heumann） - 《東非暗殺奇案（法语：Port Djema）》
- 最佳女演員銀熊獎：茱麗葉·畢諾許 - 《英倫情人》
- 最佳男演員銀熊獎：李奧納多·狄卡皮歐 - 《羅密歐與茱麗葉》
- 傑出藝術貢獻銀熊獎：拉烏·盧伊茲 - 《犯罪家譜（法语：Généalogies d'un crime）》
- 亞佛雷德鮑爾獎：《羅密歐與茱麗葉》 - 巴茲·魯曼
- 費比西國際影評人獎：《河流》 - 蔡明亮